# Haus Anker

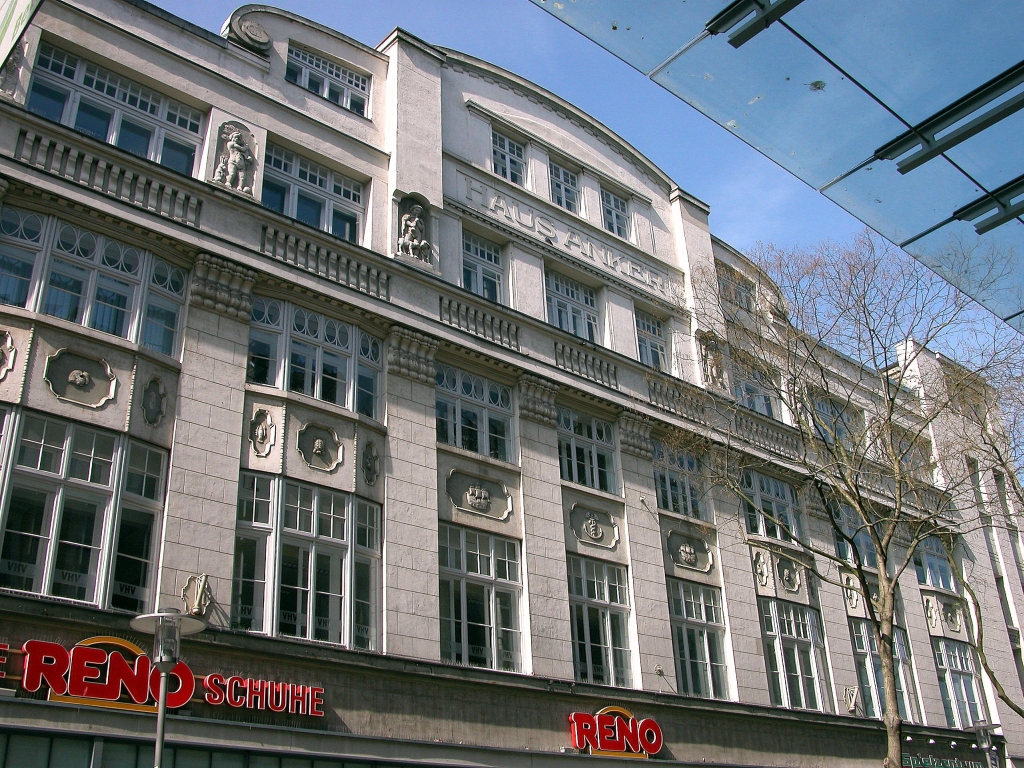
Haus Anker, 2007

Das Haus Anker, auch Anker-Haus genannt, ist ein unter Denkmalschutz stehendes Büro- und Geschäftshaus in der Friedrich-Wilhelm-Straße 51, in der Innenstadt von Braunschweig. Es wurde 1901/02 im Jugendstil errichtet. Das Gebäude steht in unmittelbarer Nähe zum Kohlmarkt, schräg gegenüber der ehemaligen Oberpostdirektion. Den Namen Haus Anker erhielt es seit Umbaumaßnahmen im Jahre 1921.

## Geschichte

Ansichtskarte von 1904: Warenhaus Wilhelm Klopp & Co. mit einer über drei Etagen gehenden Glasfassade

Kaufhaus Hermann Vick kurz nach der Eröffnung, 1913

Das Gebäude entstand nach einem Entwurf des Architekten Bruno Habrich (* 1862; † unbekannt) für die Kaufleute Leopold Katz und Georg Wolff im Jugendstil. Katz betrieb bis 1903 auf dem nahe gelegenen Kohlmarkt das Hamburger Engros-Lager Leopold Katz & Co.
Der Stahlbetonbau galt bei Fertigstellung 1902 als bahnbrechend in seiner Modernität. Er wurde seither mehrfach umfangreich umgestaltet. Das Hauptmerkmal des mehrstöckigen Gebäudes war – neben den rechts und links es begrenzenden massiven, turmartigen Eckrisaliten – eine über drei Etagen gehende, durchgängige vorgehängte Glasfassade. Die 40 wandhohen Fensterscheiben konnten in den oberen Etagen über Schwenkflügel geöffnet werden (s. Foto von 1913). Die die Fensterfront tragenden Pfeiler befanden sich verdeckt nach innen und waren somit ein frühes Beispiel einer Curtain-Wall-Konstruktion. Diese großflächige Fassade bildete einen starken Gegensatz zur ausgeprägten Jugendstilornamentik.
Relativ kurz nach Fertigstellung des als Kaufhaus für Herren- und Knabenbekleidung errichteten Gebäudes zog der Kaufmann Wilhelm Klopp mit seinem Unternehmen Hamburger Engros-Lager Wilhelm Klopp & Co. ein und betrieb auch das (ehemalige Katz-)Geschäft Kohlmarkt 8 weiter. Gleichzeitig betrieb er im Haus Friedrich-Wilhelm-Straße auch ein Fotoatelier. Wilhelm Klopp war zuvor wahrscheinlich in einer Filiale von Hamburger Engros-Lager Leopold Katz & Co. in der Friedrich-Wilhelm-Straße 1 beschäftigt.
Im Jahr 1913 mietete der Textilkaufmann Hermann Vick (1881–1956) das Haus und gab ihm bei der Eröffnung am 29. August 1913 seinen Namen: Kaufhaus Hermann Vick. Vick kaufte Vick die Immobilie und ließ verschiedene bauliche Änderungen – vor allem an der Fassade – vornehmen; so wurde die Glasfassade durch Heinrich Johannes wieder entfernt und durch die noch heute zu sehende Steinfassade mit ihrer Ornamentik ersetzt. Lediglich der zentrale, oberste Teil des Gebäudes, der Segmentgiebel, entspricht noch weitgehend dem Ursprungsbau von 1902. Nur im Erdgeschoss befindet sich auch heute noch eine große Fensterfront.
Der Name Haus Anker, der auch als Schriftzug im zentralen Segmentgiebel zu sehen ist, leitet sich vom Anker-Verlag ab, einem Zeitungs- und Buchverlag, der in diesem Gebäude in den frühen 1920er Jahren seinen Sitz hatte. Seither trägt es den Namen Haus Anker.
Nach dem Zweiten Weltkrieg wandelte sich die Umgebung des Hauses Anker erheblich, auch die Hausnummerierung wurde geändert: Aus der früheren Hausnummer 37 wurde die 51.
1988 musste das Textilkaufhaus Vick seinen Betrieb einstellen. 1988–1990 wurde das Gebäude im Inneren zum Büro- und Geschäftshaus umgebaut und steht heute unter Denkmalschutz.

## Fassade

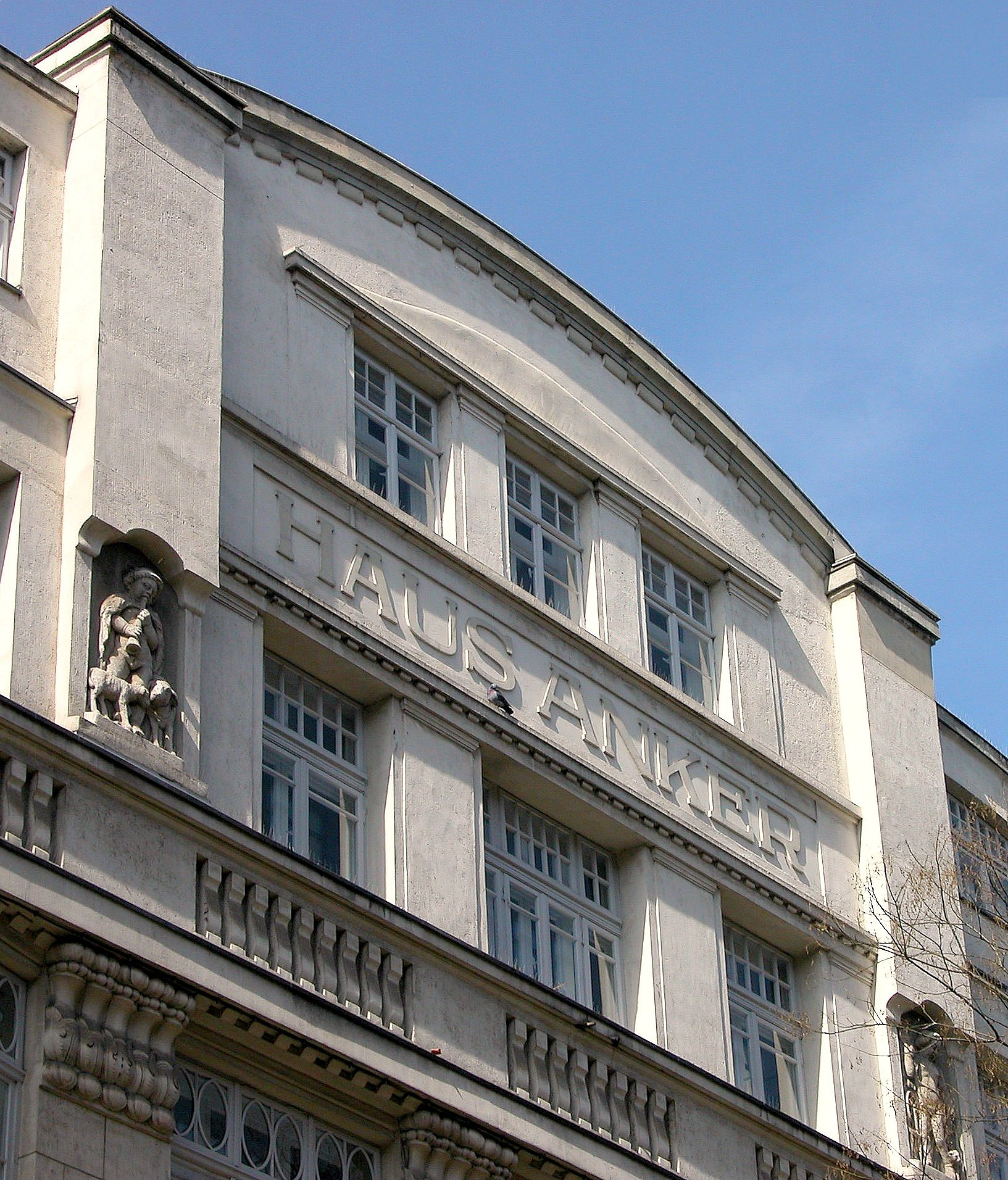
Inschrift Haus Anker

Neben dem großen Schriftzug „Haus Anker“ im Gebäudemittelteil auf der Brüstung zwischen drittem und viertem Obergeschoss befinden sich in den Brüstungsfeldern zwischen erstem und zweitem Obergeschoss verschiedene Reliefs mit Darstellungen zweier Segelschiffe, eines Ankers (im Zentrum) und verschiedener Tiere – darunter Schildkröten und Insekten. Im dritten Obergeschoss sind an den Pfeilern vier allegorische Plastiken zu sehen: Die mit entsprechenden Symbolen ausgestatteten Putten stellen unter anderem Tugend und Fruchtbarkeit dar.
Im Gegensatz zu dieser Gestaltung war die Fassade im ursprünglichen Zustand in den acht Achsen zwischen den seitlichen Risaliten vom Erdgeschoss bis zum zweiten Obergeschoss vollständig in große, nur durch schmale Metallrahmen unterbrochene Schaufenster aufgelöst. Der Architekt folgte damit einem zeitgenössischen Trend im Warenhausbau, der wenige Jahre später durch strengere Brandschutz-Bestimmungen sein Ende fand.

## Impressionen

Ansichtskarte von 1912
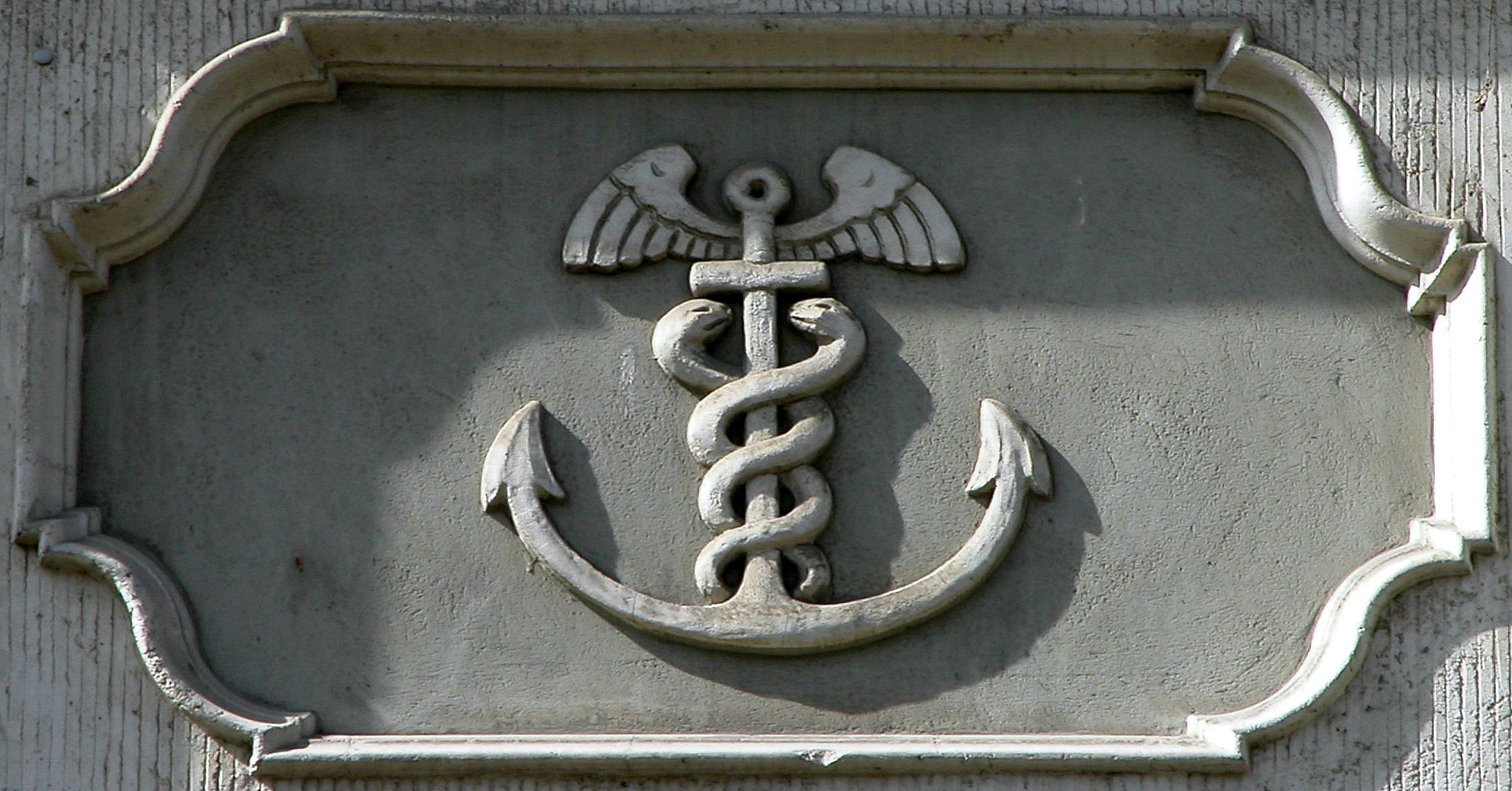
Anker
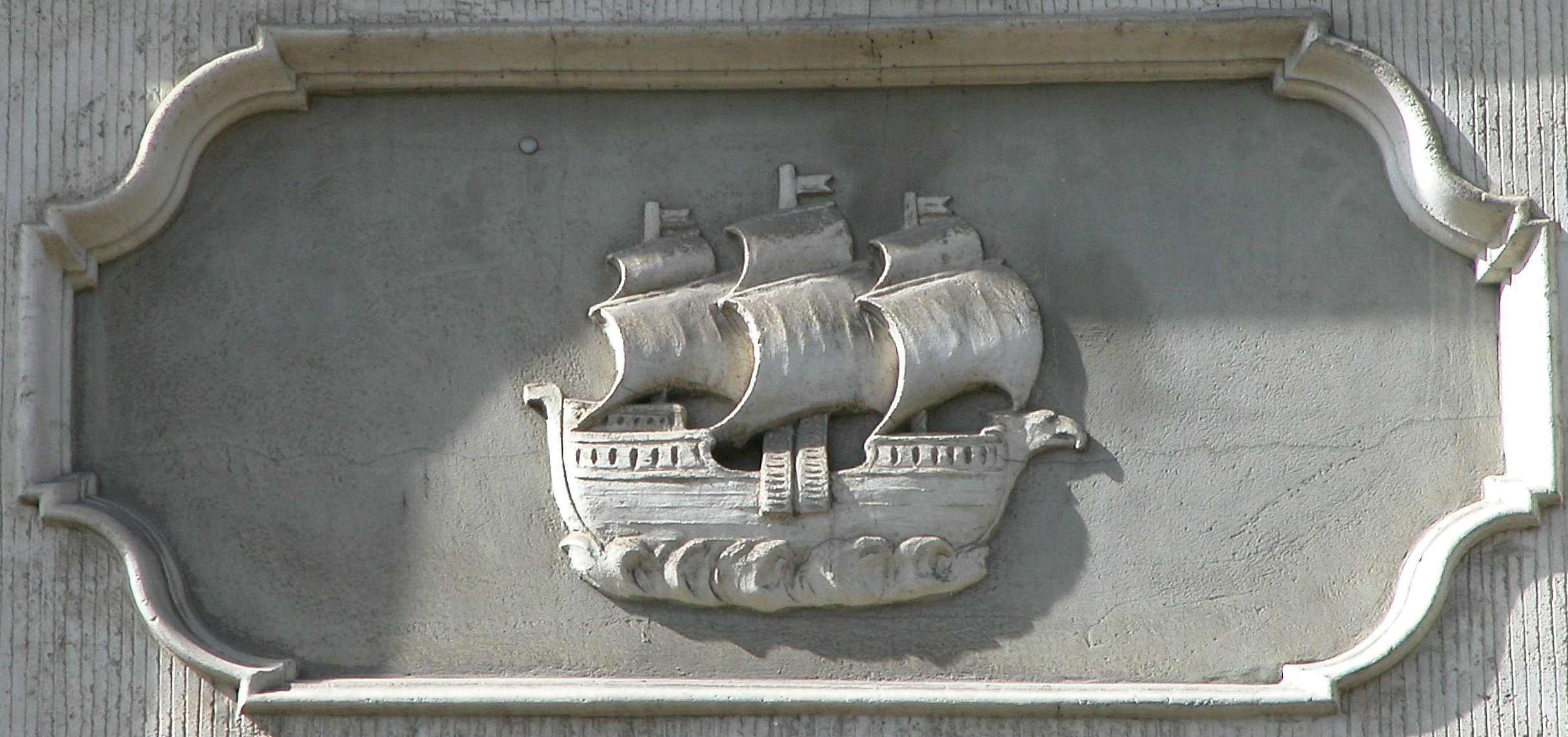
Segelschiff
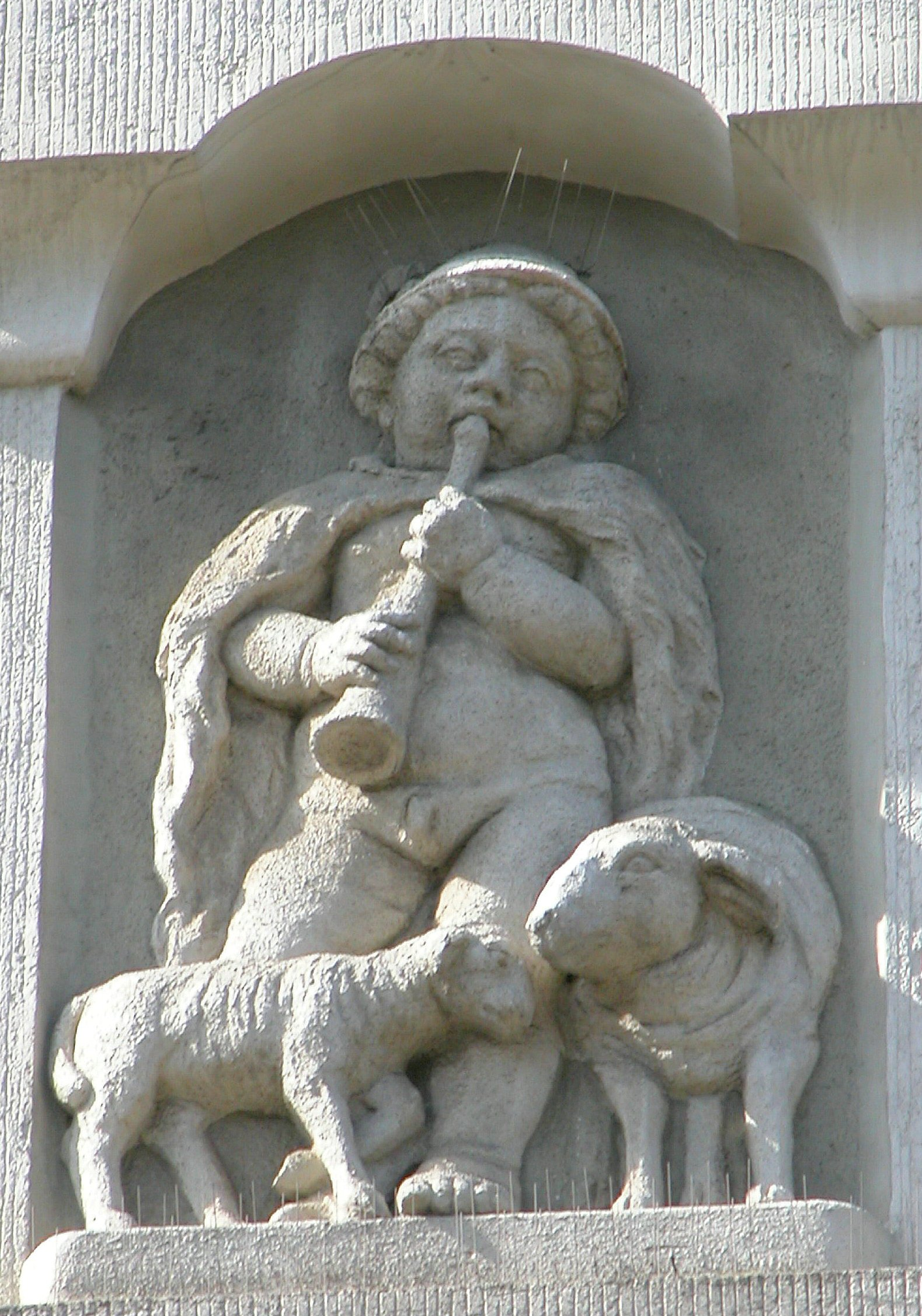
Putto